# البطان
البطان (به عربی: البطان) یک منطقهٔ مسکونی در تونس است که در استان منوبه واقع شده‌است. البطان ۶٬۴۵۸ نفر جمعیت دارد.